# Unité urbaine de Pont-à-Mousson
L'unité urbaine de Pont-à-Mousson est une agglomération française centrée sur la commune de Pont-à-Mousson, en Meurthe-et-Moselle.

## Données générales
Dans le zonage réalisé par l'Insee en 1999, l'unité urbaine était composée de six communes, ainsi que dans celui réalisé en 2010.
Dans le nouveau zonage réalisé en 2020, elle est composée des six mêmes communes.
En 2022, avec 23 793 habitants, elle représente la 3e unité urbaine du département de Meurthe-et-Moselle, et occupe le 25e rang dans la région Grand Est.
En 2022, sa densité de population s'élève à 325 hab/km2. Par sa superficie, elle ne représente que 1,4 % du territoire départemental mais, par sa population, elle regroupe 3,25 % de la population du département de Meurthe-et-Moselle.

## Composition 2020 de l'unité urbaine
Elle est composée des six communes suivantes :
| Nom                           | Code Insee | Département        | Statut       | Superficie (km2) | Population (dernière pop. légale) | Densité (hab./km2) | Modifier                                    |
| ----------------------------- | ---------- | ------------------ | ------------ | ---------------- | --------------------------------- | ------------------ | ------------------------------------------- |
| Pont-à-Mousson (ville-centre) | 54431      | Meurthe-et-Moselle | ville-centre | 21,60            | 14 383 (2022)                     | 666                | modifier les données · modifier les données |
| Blénod-lès-Pont-à-Mousson     | 54079      | Meurthe-et-Moselle | banlieue     | 9,58             | 4 649 (2022)                      | 485                | modifier les données · modifier les données |
| Jezainville                   | 54279      | Meurthe-et-Moselle | banlieue     | 18,19            | 1 016 (2022)                      | 56                 | modifier les données · modifier les données |
| Maidières                     | 54332      | Meurthe-et-Moselle | banlieue     | 1,81             | 1 495 (2022)                      | 826                | modifier les données · modifier les données |
| Montauville                   | 54375      | Meurthe-et-Moselle | banlieue     | 16,19            | 1 089 (2022)                      | 67                 | modifier les données · modifier les données |
| Norroy-lès-Pont-à-Mousson     | 54403      | Meurthe-et-Moselle | banlieue     | 5,89             | 1 161 (2022)                      | 197                | modifier les données · modifier les données |

## Évolution démographique
| 1968   | 1975   | 1982   | 1990   | 1999   | 2010   | 2015   | 2022   |
| ------ | ------ | ------ | ------ | ------ | ------ | ------ | ------ |
| 20 864 | 22 674 | 23 468 | 23 677 | 23 884 | 23 741 | 24 248 | 23 793 |

#### Données générales
- Unité urbaine en France
- Aire d'attraction d'une ville
- Liste des unités urbaines de France

#### Données démographiques en rapport avec l'unité urbaine de Pont-à-Mousson
- Aire d'attraction de Pont-à-Mousson
- Arrondissement de Nancy

#### Données démographiques en rapport avec la Meurthe-et-Moselle
- Démographie de Meurthe-et-Moselle